# 시바타 후미에

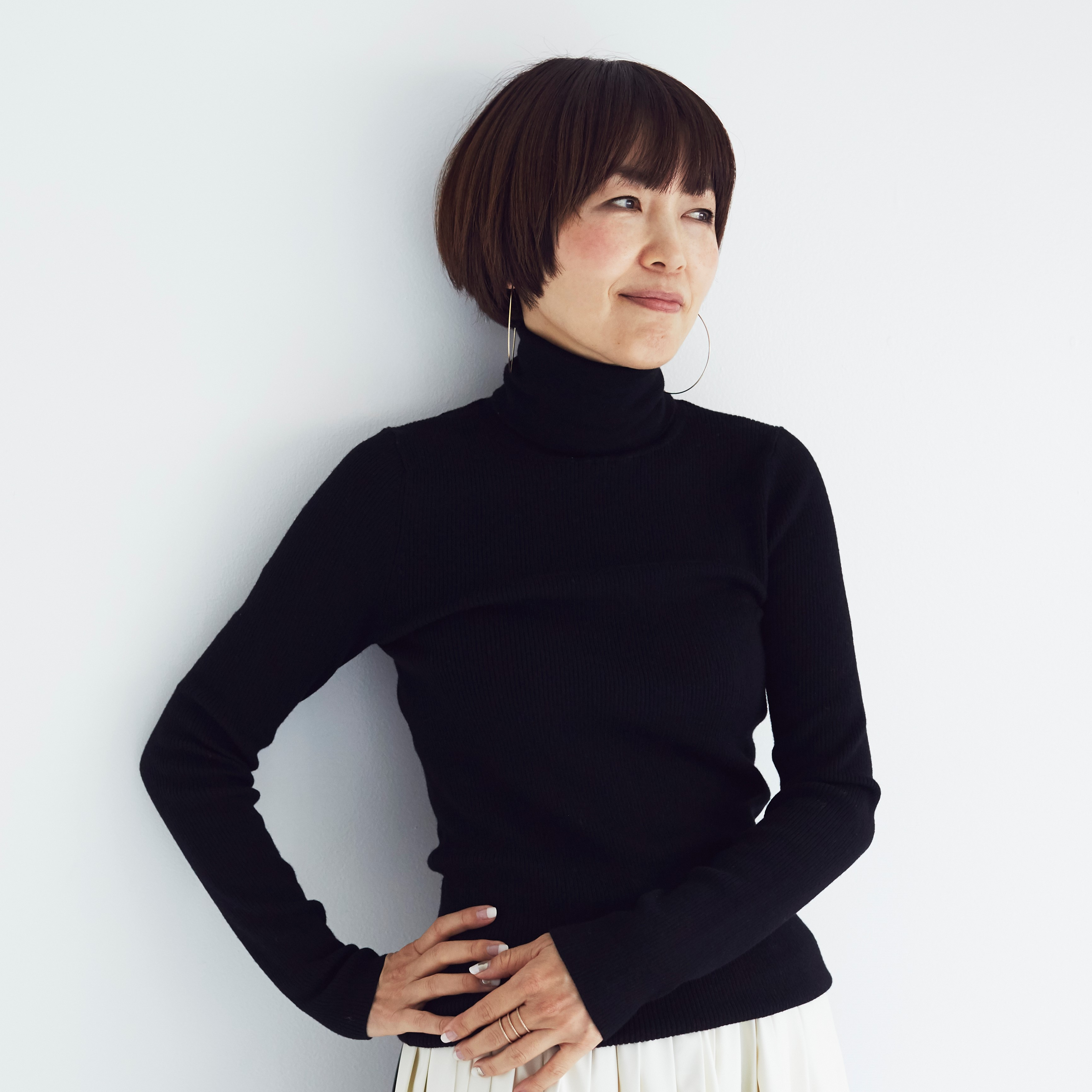

시바타 후미에(柴田文江)는 일본의 산업디자이너로, 일본 무사시노 공업디자인학과를 졸업한 뒤, 1994년 독립하여 디자인 스튜디오에스를 설립했다. 문구류, 생활 전자 제품, 의료 기구의 디자인부터 호텔의 크리에이티브 디렉터로 폭넓은 영역에서 활동을 전개 중이다. 마이니치 디자인상, 굿디자인상, iF 디자인 어워드등에서 다수 수상했다. 2014년부터 모교인 무사시노 미술대학에서 교수로 재직중이다.